# شادی در دوزهای کم
شادی در دوزهای کم (به آلمانی: Glück in kleinen Dosen) یا خراش‌گیر (به انگلیسی: The Chumscrubber) فیلمی محصول سال ۲۰۰۵ و به کارگردانی آری پوسین است. در این فیلم بازیگرانی همچون جیمی بل، کمیلا بل، جاستین چتوین، ویلیام فیکنر، الیسون جنی، ریف فاینز، گلن کلوز، روری کالکین، لو تیلور پاچی، جان هرد، کری-ان ماس و ریتا ویلسون ایفای نقش کرده‌اند.